# Com Você... Meu Mundo Ficaria Completo ao Vivo
Com Você... Meu Mundo Ficaria Completo ao Vivo é o primeiro DVD da cantora brasileira Cássia Eller, lançado em 2000. O DVD foi gravado no antigo Palace, em São Paulo no dia 25 de setembro de 1999, como parte de um especial para a MTV Brasil e da turnê do álbum homônimo e traz os maiores sucessos do álbum, além de sucessos anteriores, além de ser repleto de regravações.
A direção musical do show foi assinada pelo cantor Nando Reis, ainda baixista dos Titãs na época, que participou do DVD dividindo os vocais com Cássia na faixa-título. Além do show, o DVD traz como material bônus, os videoclipes de "O Segundo Sol", "Nós" e "Malandragem".

## Faixas
| N.º | Título                                   | Compositor(es)                             | Duração |  |
| 1.  | "O Segundo Sol"                          | Nando Reis                                 |         |  |
| 2.  | "Mapa do Meu Nada"                       | Carlinhos Brown                            |         |  |
| 3.  | "Aprendiz de Feiticeiro"                 | Itamar Assumpção                           |         |  |
| 4.  | "Coroné Antônio Bento / O Gosto do Amor" | João do Vale e Lirbório / Gonzaguinha      |         |  |
| 5.  | "Woman is The Nigger of The World"       | John Lennon; Yoko Ono                      |         |  |
| 6.  | "Partido Alto"                           | Chico Buarque                              |         |  |
| 7.  | "Blues da Piedade"                       | Roberto Frejat; Cazuza                     |         |  |
| 8.  | "Maluca"                                 | Luís Capucho                               |         |  |
| 9.  | "Nós"                                    | Tião Carvalho                              |         |  |
| 10. | "Na Cadência do Samba"                   | Ataulfo Alves; Paulo Gesta; Matilde Alves  |         |  |
| 11. | "Eu Sei"                                 | Renato Russo                               |         |  |
| 12. | "Por Enquanto"                           | Renato Russo                               |         |  |
| 13. | "As Coisas Tão Mais Lindas"              | Nando Reis                                 |         |  |
| 14. | "Com Você... Meu Mundo Ficaria Completo" | Nando Reis                                 |         |  |
| 15. | "1º de Julho"                            | Renato Russo                               |         |  |
| 16. | "Come Together"                          | John Lennon; Paul McCartney                |         |  |
| 17. | "Corpo de Lama"                          | Nação Zumbi                                |         |  |
| 18. | "Um Branco, Um Xis, Um Zero"             | Marisa Monte; Pepeu Gomes; Arnaldo Antunes |         |  |
| 19. | "Infernal"                               | Nando Reis                                 |         |  |
| 20. | "Malandragem"                            | Roberto Frejat; Cazuza                     |         |  |
| 21. | "Smells Like Teen Spirit"                | Kurt Cobain; Krist Novoselic; Dave Grohl   |         |  |